# Simo Helenius
Simo Juhani Helenius, född 11 november 1942 i Koskis, är en finländsk skulptör. 
Helenius utbildades vid Konstföreningens i Åbo ritskola 1966–1969 och ställde ut första gången 1967. Han väckte först uppseende för sina avantgardistiska skulpturer, till exempel den granngula racerbilen Formula V från popkonstens tid (1971), och för att han med glimten i ögat skapade verk med humoristiska drag. Efter sina plastöverdragna skulpturer i mjuka former (bland annat Formula) övergick han till betongskulpturer och i sitt ständiga sökande efter nya uttryck senare till bland annat trä, sten, brons och läder. Han har även utfört många medaljer. Han har verkat som lärare i skulptur vid olika yrkesskolor i sin hemregion Åbo i vars konstliv han också varit aktivt engagerad. 